# Prix Bohemia Radio
Prix Bohemia Radio je mezinárodní soutěž a přehlídka rozhlasových pořadů a rozhlasové tvorby, která byla zahájena v roce 1984.

## Historie
Přehlídka (nebo také audiofestival) Prix Bohemia Radio vznikla v roce 1984 jako přehlídka rozhlasové tvorby, kterou pořádá Český rozhlas, tehdy ještě Československý rozhlas. Na podzim roku 2016 se akce po mnoha letech konání v Poděbradech a dvou ročnících v Praze přesunula do Olomouce. Od 33. ročníku (2017) se konal v jarním termínu, v roce 2023 se opět vrací na podzim. Čestnou prezidentkou festivalu byla herečka Hana Maciuchová, v současnosti je čestným prezidentem herec Igor Bareš. V roce 2022 byla do soutěžních kategorií zařazena rovněž kategorie podcast. Ač soutěž pořádá Český rozhlas, je snahou, aby se do ní zapojily pořady vyrobené partnerskými organizacemi v rámci Visegrádské čtyřky, tedy Rozhlas a televize Slovenska spolu s Polským rozhlasem a maďarskou MTVA. Pořádání festivalu proto podporuje i Mezinárodní visegrádský fond.

## Současnost

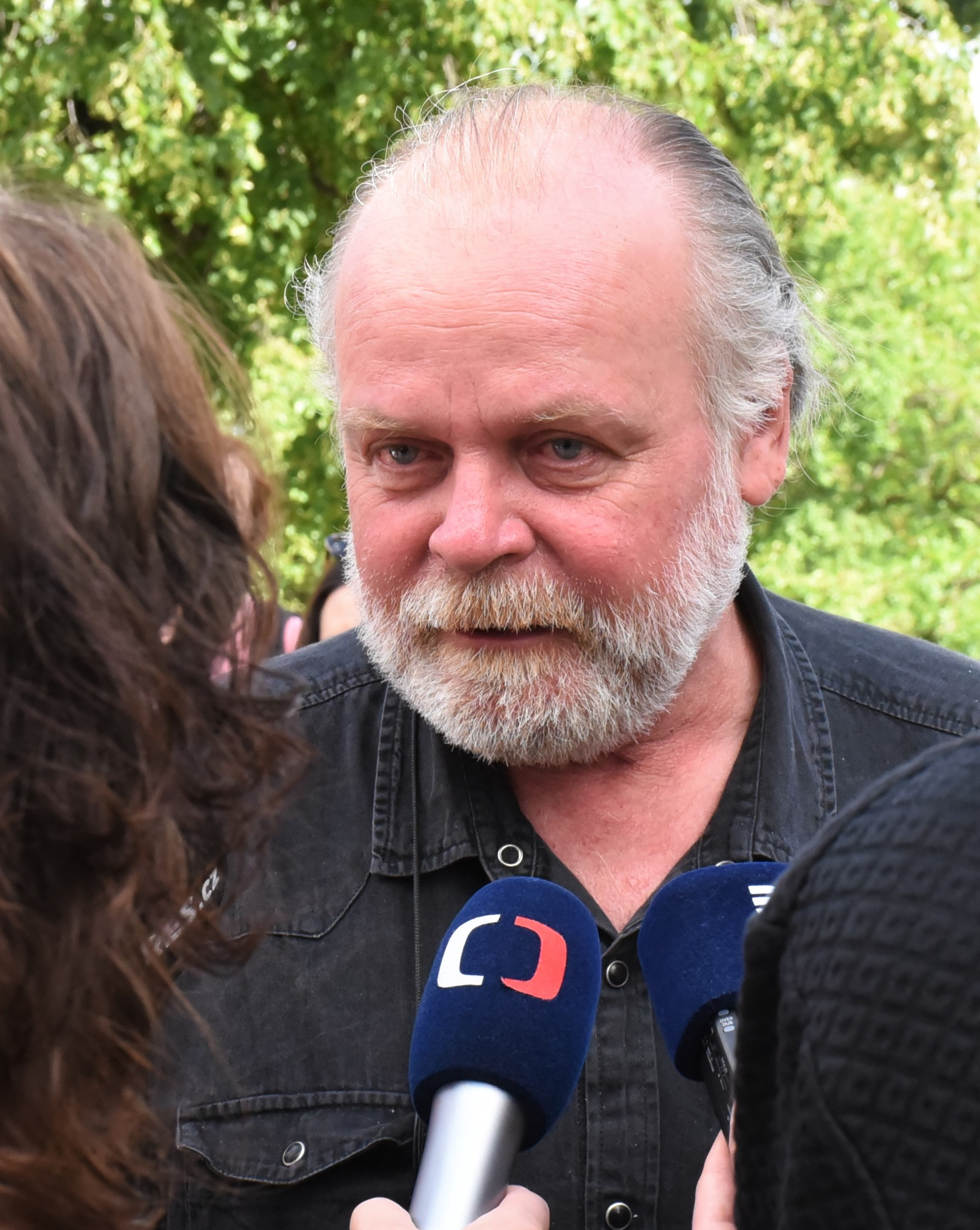
Igor Bareš je od roku 2016 čestným prezidentem akce

Od roku 2016 se přehlídka odehrává v Olomouci, zejména v prostorách Uměleckého centra Univerzity Palackého. Součástí programu jsou veřejné poslechy soutěžních pořadů, doprovodný program a akce. Spolupořadatelem je Český rozhlas Olomouc. Od roku 2023 je jeho ředitelkou  Kateřina Konopásková.

## Soutěž
V současnosti tvoří soutěžní kategorie festivalu:
- dokument
- drama
- reportáž
- podcast

## Galerie

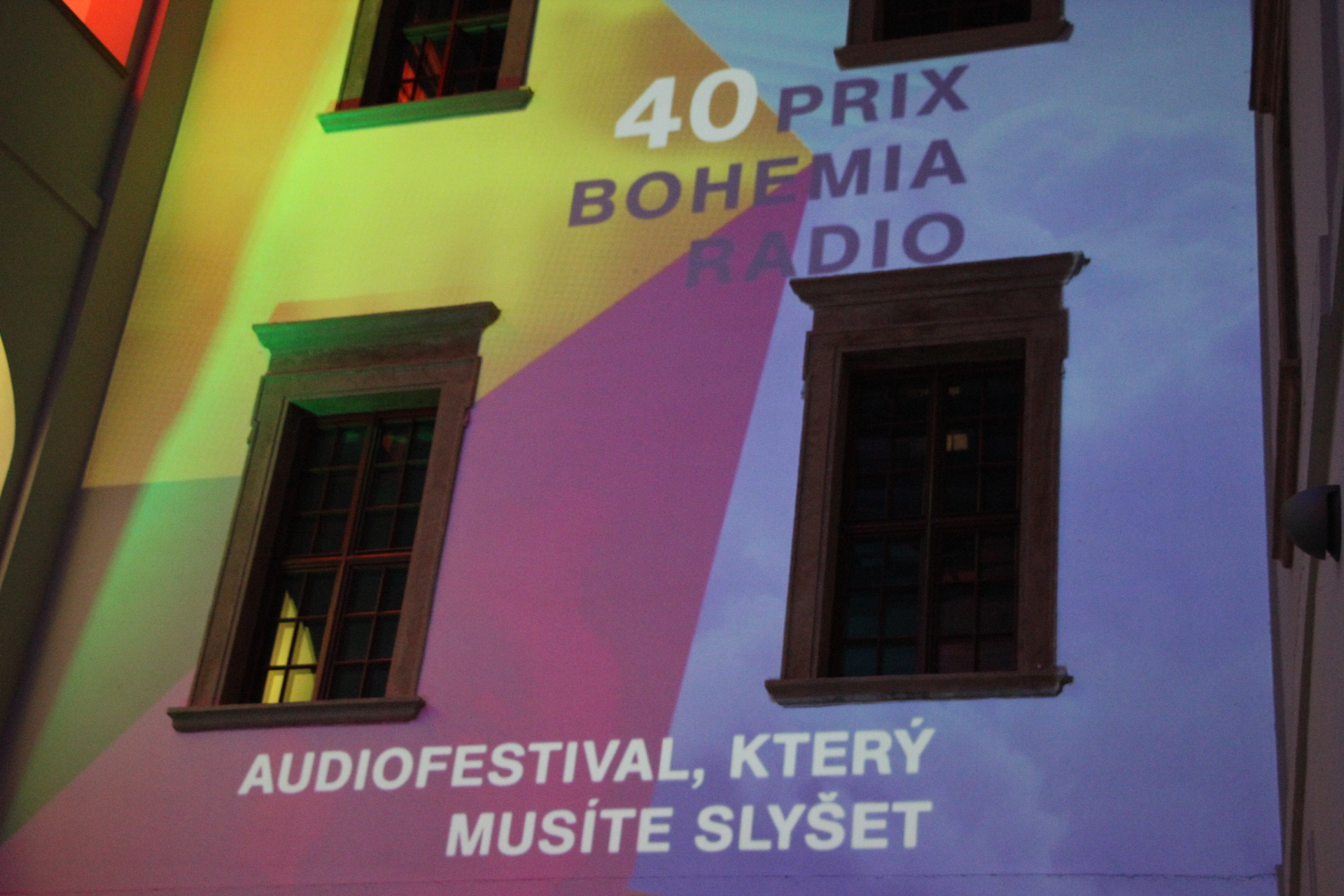
Atrium Konviktu
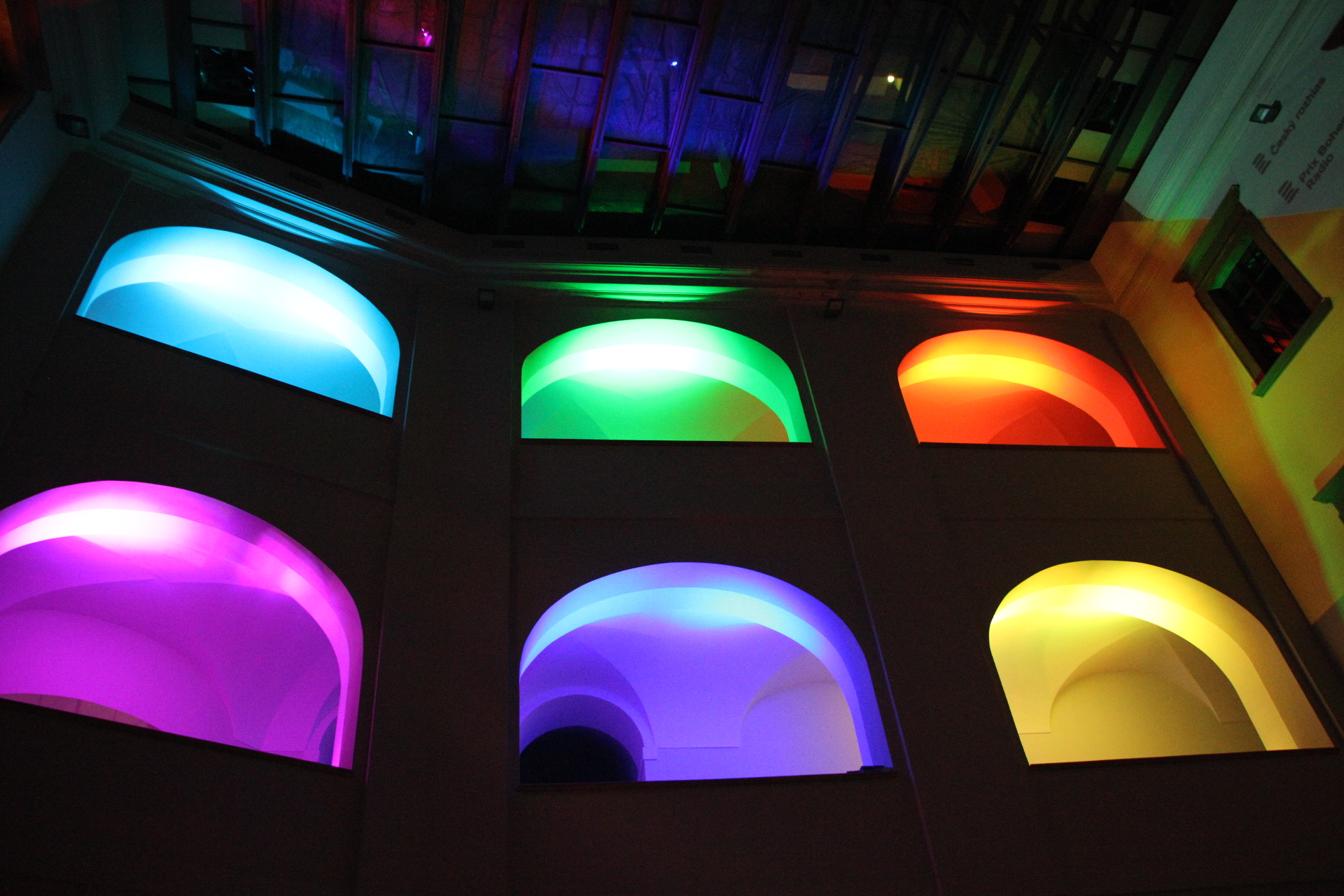
Atrium Konviktu nasvícené
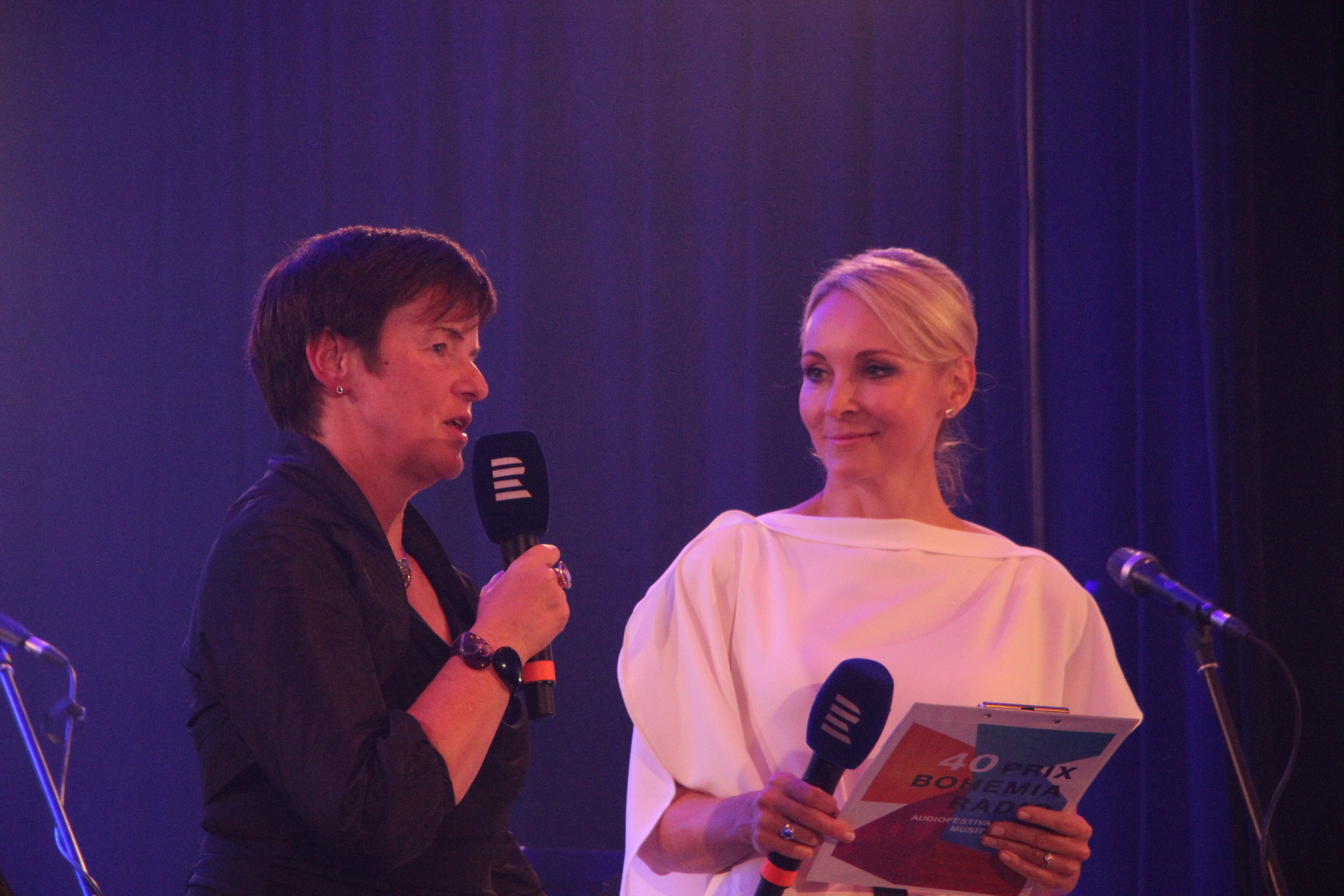
Ředitelka festivalu, Kateřina Konopásková
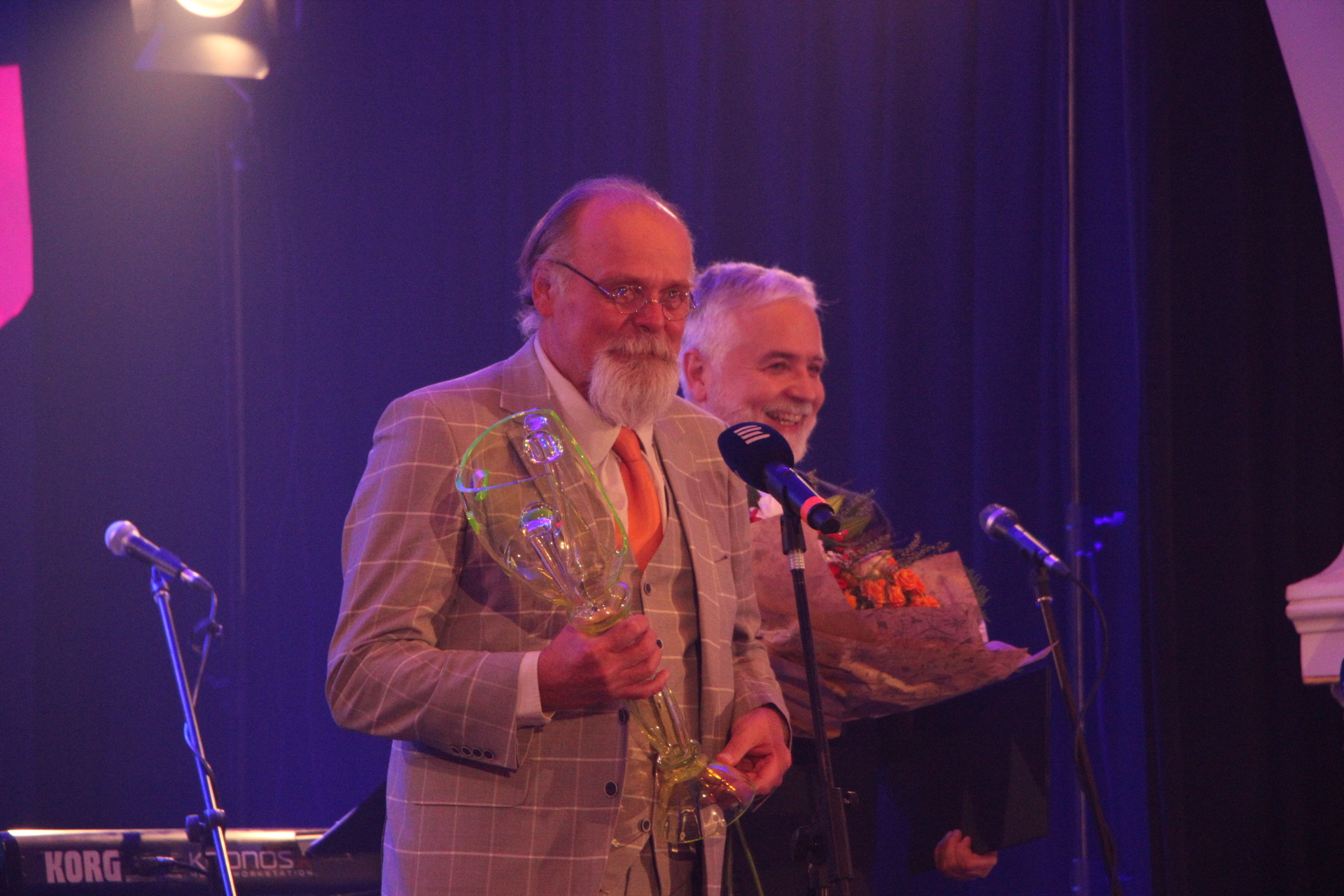
Igor Bareš předává cenu
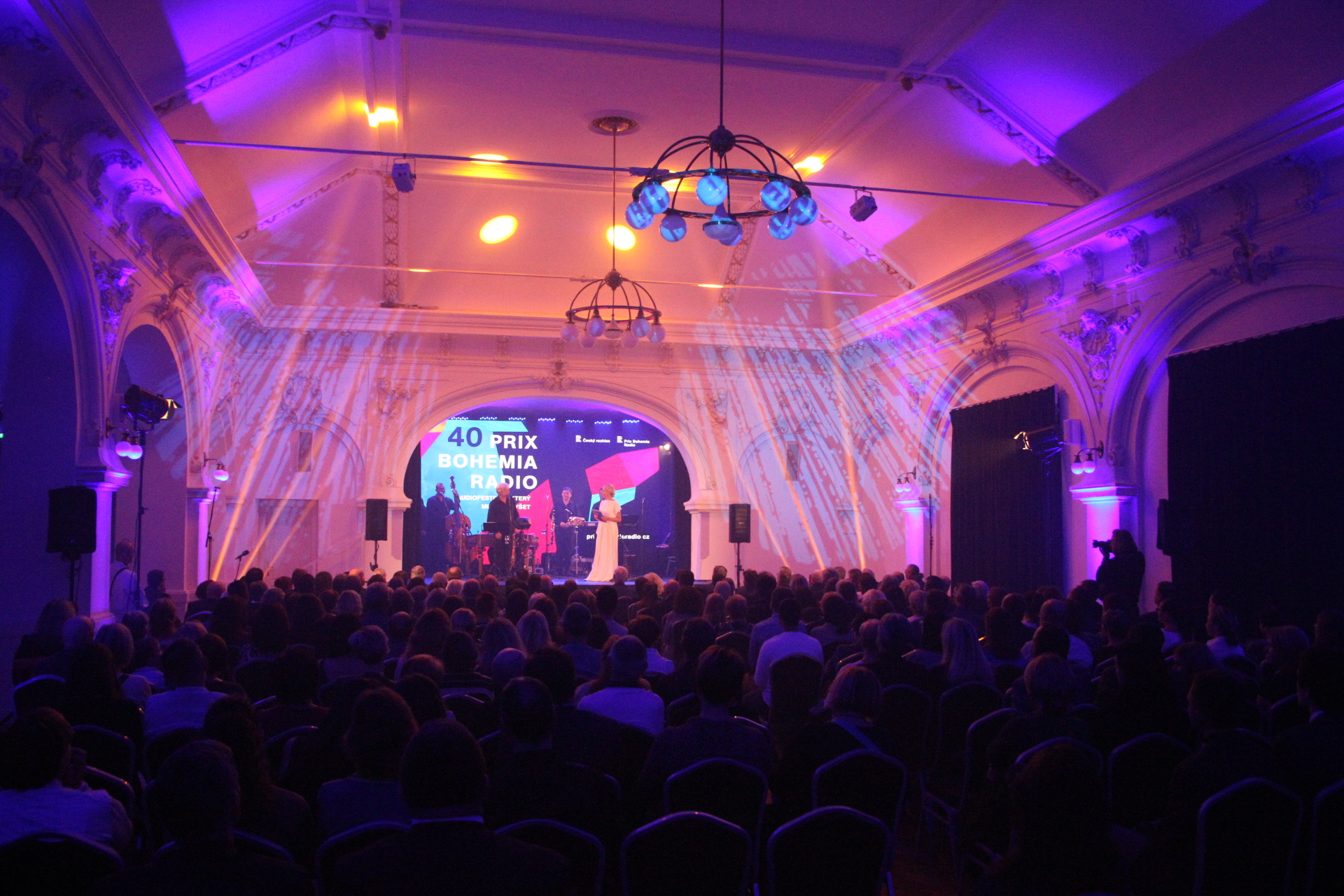
Slavnostní zahájení
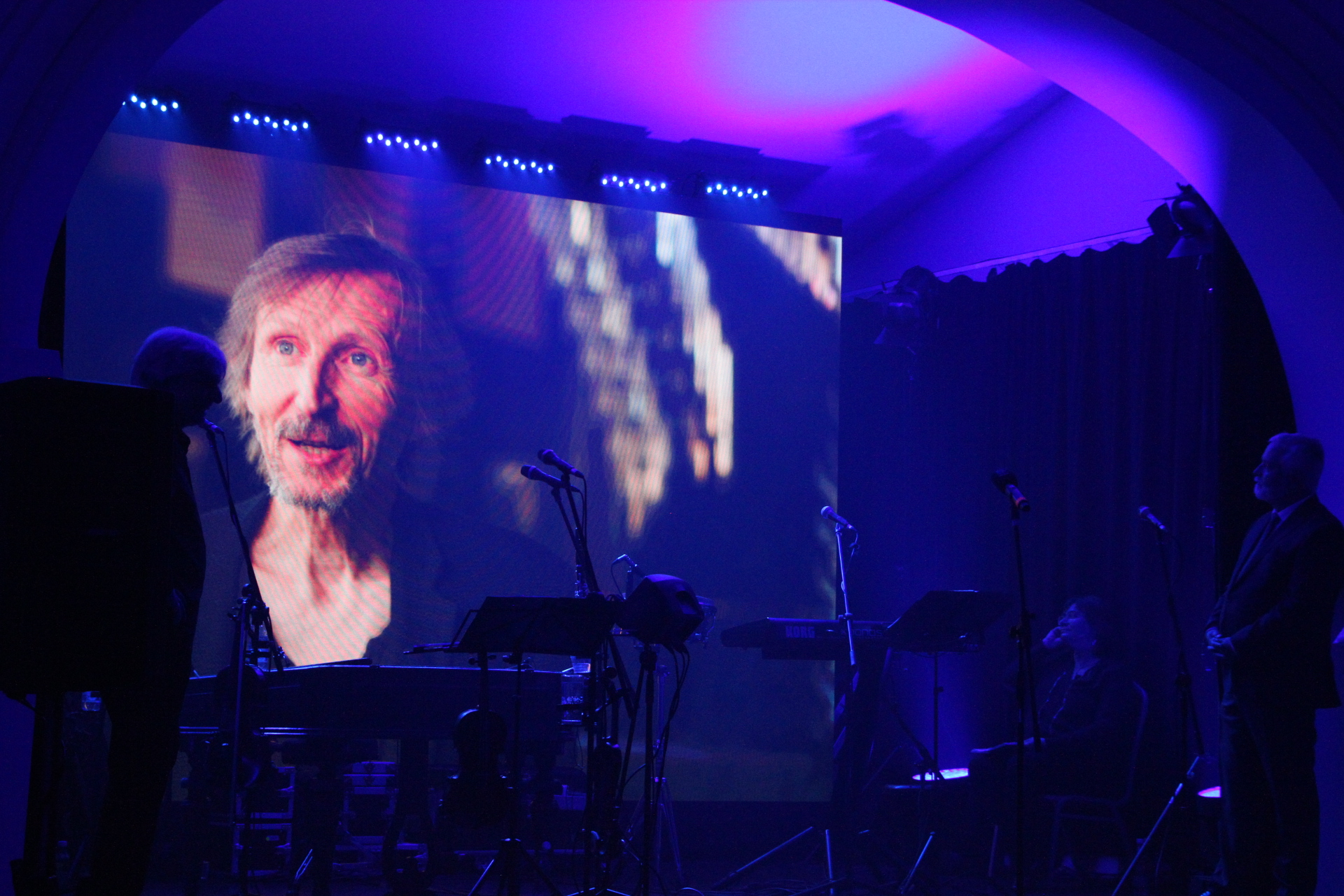
Oceněný Vladimír Javorský
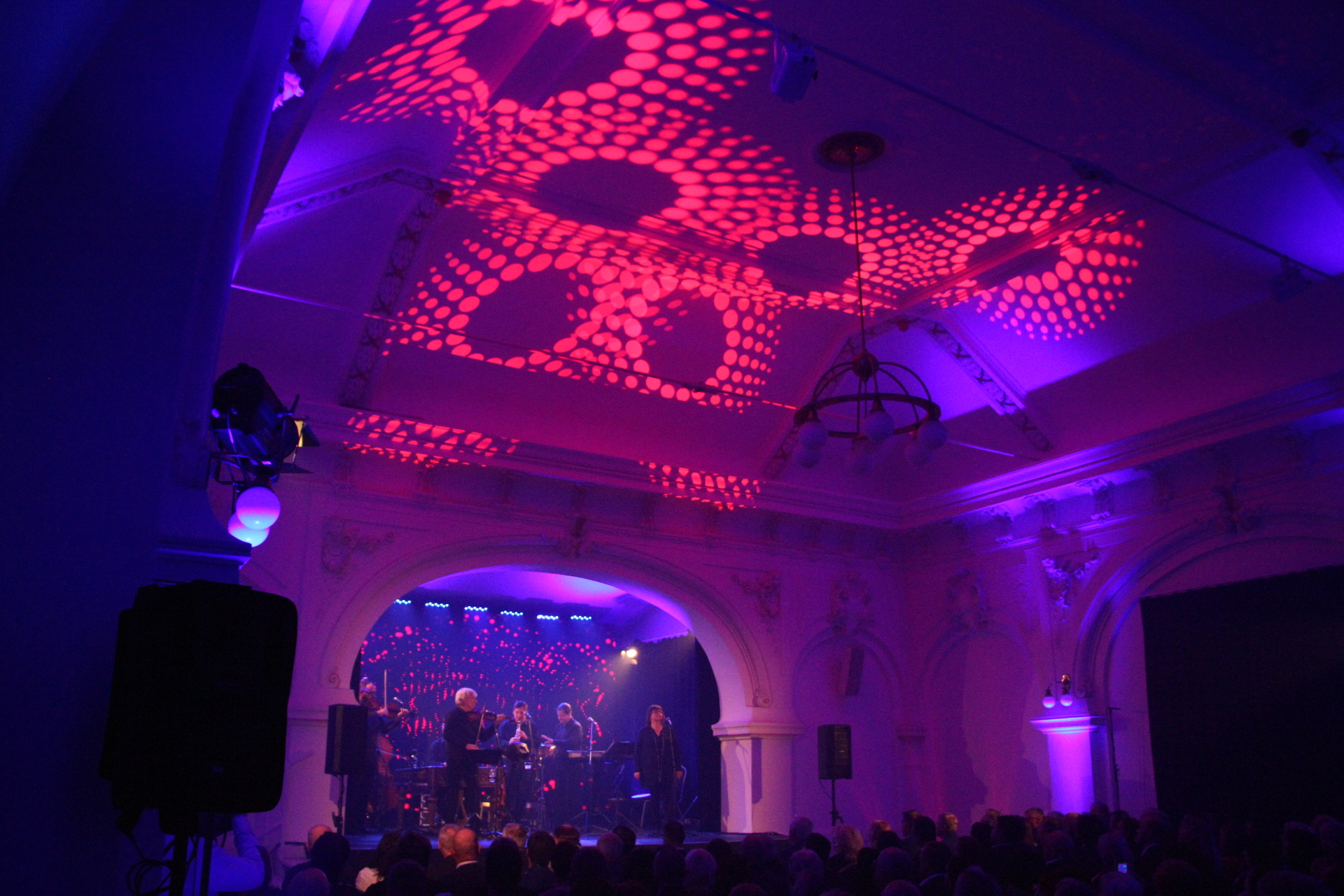
Koncert Jura Pavlica & Hradišťan